# ادوارد کالستون
ادوارد کالستون ((به انگلیسی: Edward Colston)؛ ۲ نوامبر ۱۶۳۶–۱۱ اکتبر ۱۷۲۱) یک تاجر برده اهل انگلستان و همچنین عضو پارلمان این کشور بود که کارهای خیرخواهانه‌ای نیز در کشور خود انجام می‌داد. او از مدارس، گرم خانه‌ها، بیمارستان‌ها و کلیساها در شهرهای بریستول و لندن حمایت می‌کرد. نام وی در چندین خیابان، مدرسه مانده‌است. بسیاری از بنیادهای خیرخواهانه وی هنوز فعال است. اما ثروت او تا حد زیادی از طریق تجارت و استثمار بردگان به دست آمد. او در مجموع ۸۴ هزار مرد، زن و کودک را از آفریقا آورد و به عنوان برده فروخت که حین جابه‌جایی ۱۹ هزار نفرشان مردند.

## اوایل زندگی
کالستون در ۲ نوامبر ۱۶۳۶ در کلیسای استریت، بریستول به دنیا آمد. او در خانوادهٔ پرجمعیت خود فرزند ارشد بود. پدر وی ویلیام کالستون، یک بازرگان مرفه بود که در سال ۱۶۴۳ کلانتر عالی بریستول شد و همسرش سارا دختر ادوارد باتن بود. وی تا زمان جنگ داخلی انگلیس در بریستول بزرگ شد، در آن زمان مدتی در املاک پدرش در وینتربورن که در شمال شهر بود زندگی کرد. خانواده اش پس از آن به لندن نقل مکان کردند و ادوارد در مدرسه بیمارستان مسیح دانش آموخت.

## حرفه
ادوارد کالستون به مدت هشت سال در شرکت مرسرز (Mercers) شاگردی کرد و تا سال ۱۶۷۲ مشغول به حمل و نقل کالا از لندن بود. وی از تجارت لباس، روغن، شراب و میوه با اسپانیا، پرتغال، ایتالیا و آفریقا سود فراوانی بدست آورد.
در سال ۱۶۸۰، کالستون به عضویت شرکت رویال آفریقا، که انحصار تجارتِ طلا، نقره، عاج و برده را (از سال ۱۶۶۲ در سواحل غربی آفریقا) را داشت درآمد. کالستون به سرعت به هیئت مدیره شرکت رسید و از سال ۱۶۸۹ تا ۱۶۹۰ معاون فرماندار و بالاترین مقام اجرایی شرکت بود. همکاری وی با این شرکت در سال ۱۶۹۲ به پایان رسید. این شرکت توسط پادشاه چارلز دوم و برادرش جیمز، دوک یورک به همراه بازرگانانی از لندن تأسیس شده بود و سرمایه گذاران قابل توجهی همچون جان لاک داشت.
در زمان همکاری کالستون با شرکت رویال آفریقایی (۱۶۸۰ تا ۱۶۹۲)، این شرکت حدود ۸۴۰۰۰ مرد، زن و کودک آفریقایی را که به عنوان برده در غرب آفریقا معامله شده بودند را به کارائیب و سایر نقاط آمریکا، منتقل کرد. از این تعداد ۱۹۰۰۰ نفر در حین سفر جان خود را از دست دادند. میزان مرگ و میر خدمه کشتی اغلب مشابه و گاهی اوقات بیشتر از میزان مرگ و میر در میان بردگان بود. برده‌ها برای کار ارزان در مزارع تنباکو و شکر فروخته می‌شدند، زیرا خریداران برده باور داشتند که آفریقایی‌ها برای کار در چنین مزارعی مناسب تر از هموطنان خود هستند، چراکه آب و هوای این مزارع به آب و هوای غرب آفریقا شباهت دارد. به علاوه استفاده از بردگان آفریقایی ارزانتر از به‌کارگیری خدمتکاران یا کارگران روز مزد از انگلیس بودند.
او در سال ۱۶۸۲به شرکت بریستول، وام داد و یک سال بعد به عضویت جامعهٔ تجار درآمد و یکی از برگس‌های شهر شد. وی در سال ۱۶۸۴ تجارت برادرش را به ارث برد و در یک پالایشگاه شکر نیز شریک شد. با این حال، کالستون هرگز در بزرگسالی ساکن بریستول نبود و تجارت خود را که در لندن واقع بود را از مورتلیک اداره می‌کرد تا اینکه در سال ۱۷۰۸ بازنشسته شد.
به سختی می‌توان میزان ثروتی که او از راه تجارت برده و شکر بدست آورده‌است را بدون داشتن مدرک ارزیابی کرد. چراکه گذشته از تجارت برده و شکر، وی از راه‌های دیگری نظیر تجارت کالاهای معمولی، نزول دادن و سایر معاملات نیز سود کسب کرد.

## نوع دوستی
وی از مدارس، گرمخانه‌ها، بیمارستان‌ها و کلیساها در بریستول، لندن و جاهای دیگر پشتیبانی مالی کرد. بسیاری از بنیادهای خیرخواهانه وی تا امروز فعال هستند.
وی در بریستول، گرم خانه‌هایی را در کینگ استریت و در خیابان مایکل هیل تأسیس کرد، مدرسه بیمارستان ملکه الیزابت را وقف کرد و به احداث بیمارستان کالستون کمک کرد. همچنین او به مدارس مذهبی و سایر بخش‌های بریستول و چندین کلیسا پول داد.
دیوید هیوکسون در سال ۱۸۰۸، کالستون را نیکوکاری بزرگ در شهر بریستول دانست که در طول عمر خود بیش از ۱۰٬۰۰۰ پوند برای موسسات خیریه هزینه کرد.

## مرگ
وی در ۸۴ سالگی، در ۱۱ اکتبر ۱۷۲۱ در خانه خود در مورتلایک درگذشت. پیکر وی به بریستول برگردانده شد و در کلیسای آل سینت (All Saints) به خاک سپرده شد. بنای یادبود او توسط جیمز گیبس با حکاکی اثری که توسط جان مایکل رابربک حک شده‌است طراحی شده‌است. مجسمه ای در سال ۱۸۹۵ در مرکز شهر بریستول برای بزرگداشت نیکوکاری کالستون ساخته شد.

## ارزیابی مجدد مدرن
در دهه‌های اخیر، با شناخت بیشتر نقش کالستون در تجارت برده ، انتقاداتِ روزافزونی نسبت به بزرگداشت کالستون در بریستول وجود داشته‌است.

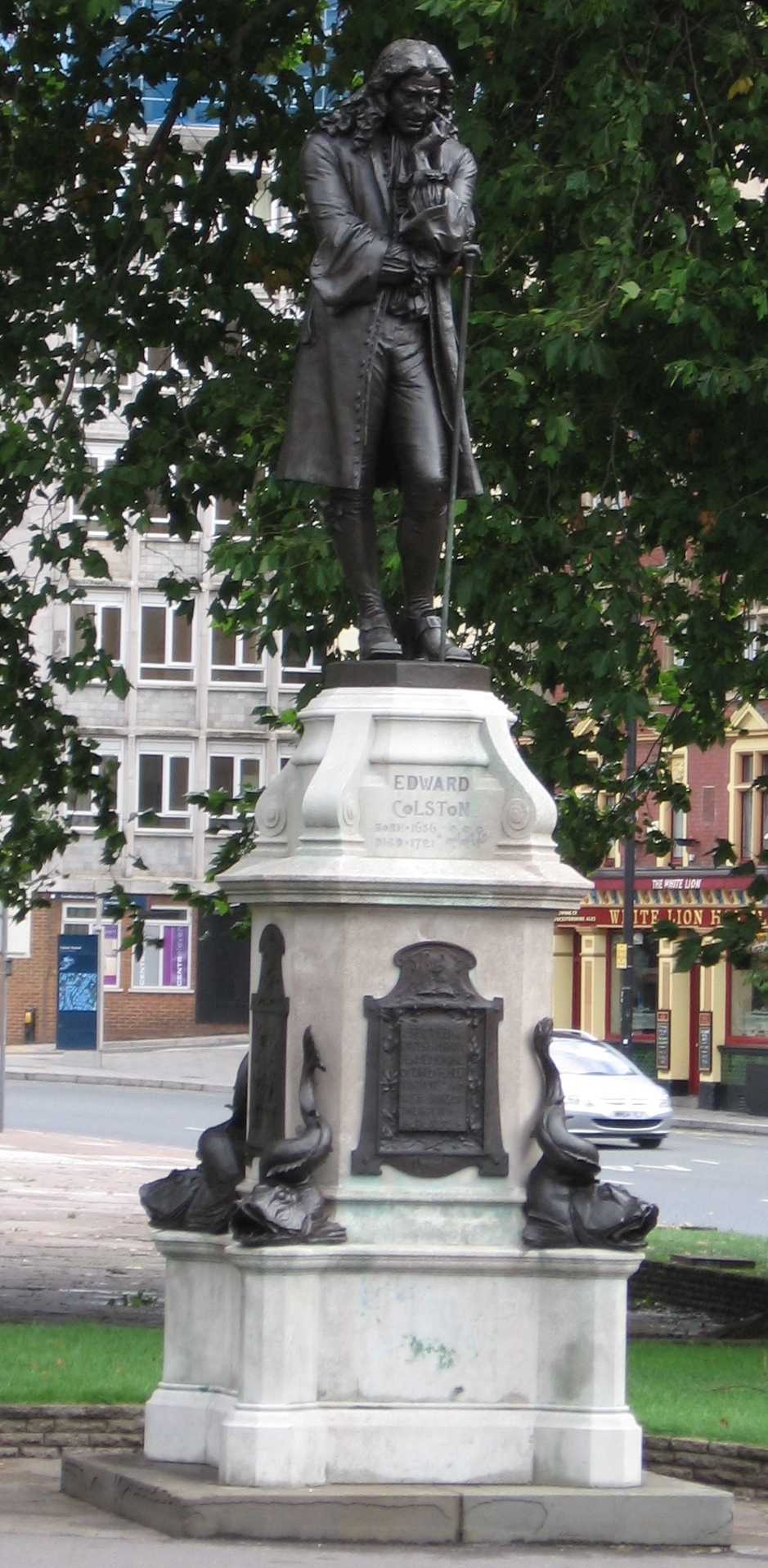
مجسمه ادوارد کالستون که در ۱۸۹۵ در مرکز شهر بریستول نصب شده بود پس از ۱۲۵ سال در ژوئن ۲۰۲۰ توسط مردم سرنگون شد

در ۷ ژوئن سال ۲۰۲۰، تظاهرکنندگان در جریان اعتراضات به کشته‌شدن جورج فلوید در انگلستان، تندیس کالستون که ۱۲۵ سال بود در خیابانی در بریستول قرار داشت را، در اعتراض به تبعیض نژادی علیه سیاه‌پوستان، سرنگون کرده و به رودخانه بندرستول هاربر انداختند، این مجسمه پس از گذشت چهار روز از رودخانه خارج شد و قرار است در یک موزه از آن نگهداری شود. پیشنهاد این کار را بنکسی هنرمند ناشناس بریتانیایی که خود متولد بریستول است داده است.
دیوید اولسوگا، مجری تاریخ و تلویزیون، اظهار داشت: «این مجسمه باید زودتر از آن برداشته می‌شد، مجسمه‌ها می‌گویند او مرد بزرگی بود که کارهایی عالی انجام داد و این حقیقت ندارد، او [کالستون] یک تاجر برده و قاتل بود.» شهردار بریستول، وجود مجسمه تاجر برده را «توهین» به مردم شهر دانست و گفت که از سرنگونی آن احساس تاسف نمی‌کند.
همچنین به درخواست مردم این شهر تمام اسامی کلستون نظیر [Colston tower, Colston hall] حذف گردید و به زودی جایگزینی برای آنها انتخاب می‌شود.